# Ṗ
Cette page contient des caractères spéciaux ou non latins. S’ils s’affichent mal (▯, ?, etc.), consultez la page d’aide Unicode.
Ṗ (minuscule : ṗ), appelé P point sucrit ou P point en chef, était un graphème utilisé dans l’alphabet irlandais, dans certaines romanisations KNAB. Il s'agit de la lettre P diacritée d'un point suscrit.

## Représentations informatiques
Le P point suscrit peut être représenté avec les caractères Unicode suivants :
- précomposé (latin étendu additionnel) :

| forme     | représentation | chaîne de caractères | point de code | description                             |
| --------- | -------------- | -------------------- | ------------- | --------------------------------------- |
| capitale  | Ṗ              | Ṗ                    | U+1E56        | lettre majuscule latine p point en chef |
| minuscule | ṗ              | ṗ                    | U+1E57        | lettre minuscule latine p point en chef |

- décomposé (latin de base, diacritiques) :

| forme     | représentation | chaîne de caractères | point de code | description                                         |
| --------- | -------------- | -------------------- | ------------- | --------------------------------------------------- |
| capitale  | Ṗ              | P◌̇                   | U+0050 U+0307 | lettre majuscule latine p diacritique point en chef |
| minuscule | ṗ              | p◌̇                   | U+0070 U+0307 | lettre minuscule latine p diacritique point en chef |

Il peut aussi être représenté avec des anciens codages ISO/CEI 8859-14 :
- capitale Ṗ : B7
- minuscule ṗ : B9

## Sources
- (en) KNAB romanization systems